# Maratón de Boston

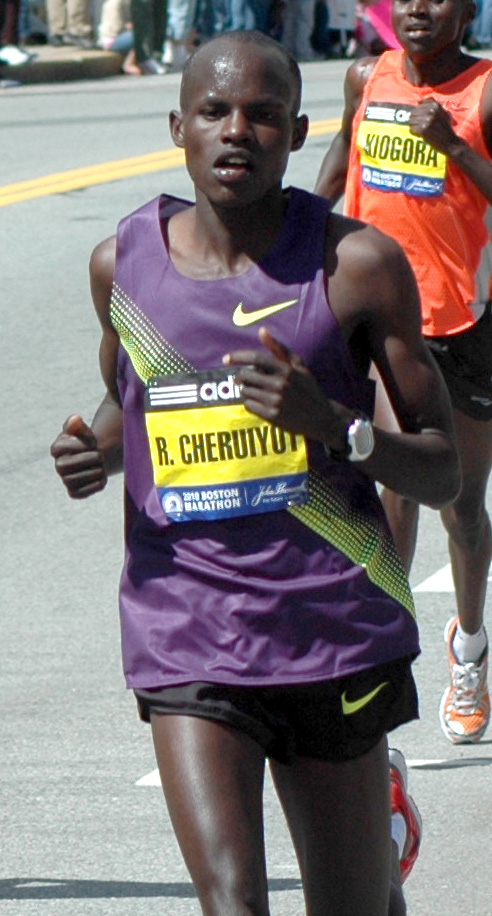
Robert Kiprono Cheruiyot, en 2010, edición que ganó.

La maratón de Boston se celebra anualmente desde 1897 en la ciudad de Boston, estado de Massachusetts, Estados Unidos. Junto con las maratones de Nueva York, Berlín, Chicago, Londres, Tokio, la de los Juegos Olímpicos y la del Campeonato Mundial, es una de las más importantes del mundo. Suele celebrarse el tercer lunes de abril.

## Historia
El maratón de Boston se corrió por primera vez en abril de 1897, motivado por la vuelta del maratón como prueba en los Juegos Olímpicos de Atenas 1896. Es el maratón más antiguo que se celebra de forma continua y la segunda carrera a pie más larga en Estados Unidos, ya que se celebró cinco meses después de la primera Buffalo Turkey Trot (carrera del pavo) en Búfalo, Nueva York.
El 19 de abril de 1897, la  Boston Athletics Association (asociación de atletas de Boston) organizó una maratón de 39,4 km, diez años después de su establecimiento como asociación.
La carrera estaba planificada para el Patriots' Day, como símbolo de la lucha por la libertad de los pueblos ateniense y estadounidense. Pronto se empezó a conocer la carrera como la maratón de Boston y se ha celebrado cada año desde entonces, convirtiéndose en el maratón anual más antiguo del mundo.
En 1924, la línea de salida se trasladó de Metcalf's Mill en Ashland a Hopkinton Green, y el recorrido se amplió hasta 42,195 km para ajustarlo a la longitud establecida por las Olimpiadas de 1908 y regulada por la IAAF en 1921.
En sus orígenes, el maratón de Boston fue un acontecimiento local, pero su creciente fama fue atrayendo corredores de todos los rincones del mundo.
Durante la mayor parte de su existencia, la participación en el maratón de Boston fue gratuita y el único premio que obtenía el ganador de la carrera era una corona de olivo. Sin embargo, se empezaron a entregar premios en metálico patrocinados por empresas en los años ochenta, cuando los atletas profesionales se negaban a correr sin premios económicos. El primer premio en metálico por ganar la maratón se entregó en 1986.
Walter A. Brown fue el presidente de la Boston Athletic Association desde 1941 hasta 1964. En 1951, en plena guerra de Corea, Brown negó la participación en el maratón a los corredores coreanos. Sus declaraciones fueron: "Igual que los soldados estadounidenses están luchando y muriendo en Corea, los coreanos deberían luchar para proteger su país y no estar entrenando para participar en maratones. Mientras la guerra continúe, no aceptaremos la participación de corredores coreanos en nuestra carrera del 19 de abril".

### Bobbi Gibb y Kathrine Switzer
El libro de reglas del Maratón de Boston hasta después de la carrera de 1967 no mencionaba el género, ni la Unión Atlética Amateur (AAU) excluyó a las mujeres de las carreras que incluían a los hombres hasta después del Maratón de Boston de 1967. No se permitió la participación de mujeres en el maratón de Boston hasta 1972. La organización reconoció a Roberta "Bobbi" Gibb como la primera mujer en completar el maratón de Boston en 1966, sin dorsal. El director de la carrera, Will Cloney, rechazó la inscripción de Gibb en una carta en la que afirmaba que las mujeres eran fisiológicamente incapaces de correr 26 millas. Gibb terminó la carrera de 1966 en tres horas, veintiún minutos y cuarenta segundos, por delante de dos tercios de los corredores.
En 1967, Kathrine Switzer que se apuntó en la carrera utilizando su número de registro oficial de la AAU, pagando la cuota de inscripción, presentando un certificado de aptitud física debidamente adquirido y firmando su formulario de inscripción con su firma habitual "K. V. Switzer", fue la primera mujer que corrió y terminó con una inscripción oficial válida en la carrera con un dorsal. Como resultado de que Switzer terminara la carrera como la primera mujer corredora oficialmente inscrita, la AAU cambió sus reglas para prohibir que las mujeres compitieran en carreras contra los hombres. Consiguió terminar a pesar del conocido incidente en el que el oficial de carrera Jock Semple intentó arrancarle el dorsal y expulsarla de la carrera.
En 1996 la B.A.A. reconoció como ganadoras, con carácter retroactivo, a las primeras corredoras no oficiales de entre 1966 y 1971.
En 2015, cerca del 46 por ciento de participantes fueron mujeres.

### El escándalo de Rosie Ruiz
Ocurrió en el maratón de Boston de 1980, cuando la corredora Rosie Ruiz apareció de la nada para ganar la carrera femenina. Los oficiales del maratón sospecharon de ella al descubrir que no aparecía en los videos de la carrera hasta prácticamente el final. Tras una investigación posterior, se concluyó que Rosie se había saltado la mayor parte de la carrera, y que viajó en metro hasta unirse al pelotón a 1,6 km de la meta, donde empezó a correr para finalmente conseguir la victoria. Rosie Ruiz fue descalificada, y la ganadora real fue la canadiense Jacqueline Gareau.

### Fallecimientos
En 1996, un corredor sueco de 62 años murió de un ataque al corazón durante la 100.ª carrera.
En 2002, la ecuatoriana Cynthia Lucero, de 28 años, murió de hiponatremia.

### Maratón de Boston de 2011
El lunes 18 de abril de 2011, el keniata Geoffrey Mutai ganó la maratón de Boston con una marca de 2:03:02. Aunque fue el maratón más rápido de todos los tiempos, la IAAF declaró que no se podría contabilizar la hazaña para el récord mundial porque el recorrido no cumplía con las normas de desnivel y separación entre salida y meta (esta última norma tenía el objetivo de evitar la ventaja proporcionada por el viento trasero, como ocurrió en 2011).
La Associated Press (asociación de prensa estadounidense) publicó que Mutai contaba con el apoyo de los demás corredores, que tildaban las normas de la IAAF de "defectuosas". Según el periódico Boston Herald, el director de la carrera Dave McGillivray declaró que enviaría la documentación pertinente a la IAAF para que la marca de Mutai constara como récord mundial. Aunque no tuvo éxito, la asociación de prensa indicó que el intento de certificar la marca "forzaría a los organismos de gobierno a rechazar una actuación sin precedentes en el maratón más prestigioso del mundo".

### Atentado de 2013
El 15 de abril de 2013 a las 14:49 (horario de la costa este), durante el maratón de Boston de 2013 y unas tres horas después de que los ganadores cruzaran la meta, hubo dos explosiones en Boylston Street, en los 200 últimos metros de la carrera. Se detuvo la carrera, y muchos corredores no la pudieron terminar. Murieron tres espectadores y hubo más de 260 heridos. La organización permitió la participación directa en el maratón del año 2014 a los corredores que habían completado al menos la mitad del recorrido y que no pudieron terminar por el atentado.

### Caso de dopaje en 2014
La corredora keniata Rita Jeptoo fue, aparentemente, la ganadora femenina de la carrera en 2014. Se enfrenta a una posible descalificación después de que la Agencia Mundial Antidopaje publicara el resultado de sus pruebas, que dieron positivo en una sustancia prohibida. La vista se celebró en enero de 2015.

### Participaciones
El Equipo Hoyt ya ha participado en 26 ediciones del maratón. En 1980, la maratoniana Rosie Ruiz hizo trampas: durante la carrera, tomó el metro para saltarse varios tramos y unirse al recorrido a 1,6 km de la meta. Fue la primera en cruzarla con un tiempo de 2:31:56, lo que hubiera sido el tiempo récord de la categoría femenina en este maratón. Los responsables del maratón sospecharon al no verla en los videos de la etapa intermedia del maratón y finalmente la descalificaron. La ganadora de ese año fue la canadiense Jacqueline Gareau.
La edición de 2007, celebrada el 16 de abril, contó con la participación simbólica de la astronauta Sunita Williams, quien efectuó el recorrido en órbita a 300 km de altitud a bordo de la ISS.

### Requisitos
Este maratón tiene la particularidad de que para ser aceptado debe de acreditarse una marca por debajo de los límites que establece la organización. Las marcas que se piden son:
| Edad  | Hombres    | Mujeres    |
| ----- | ---------- | ---------- |
| 18–34 | 3 h 00 min | 3 h 30 min |
| 35–39 | 3 h 05 min | 3 h 35 min |
| 40–44 | 3 h 10 min | 3 h 40 min |
| 45–49 | 3 h 20 min | 3 h 50 min |
| 50–54 | 3 h 25 min | 3 h 55 min |
| 55–59 | 3 h 35 min | 4 h 05 min |
| 60–64 | 3 h 50 min | 4 h 20 min |
| 65–69 | 4 h 05 min | 4 h 35 min |
| 70–74 | 4 h 20 min | 4 h 50 min |
| 75–79 | 4 h 35 min | 5 h 05 min |
| ≥80   | 4 h 50 min | 5 h 20 min |

A pesar de que el maratón tiene la reputación de ser uno de los más difíciles, no puede ostentar un récord del mundo, porque la norma de validación prohíbe que la llegada tenga una altitud mucho menor (max. 42 metros de desnivel) que la salida y que salida y llegada estén a más de 21 km de distancia.

## Palmarés masculino
Récord de la prueba
| Año  | Ganador                               | Nacionalidad                          | Registro                              |
| ---- | ------------------------------------- | ------------------------------------- | ------------------------------------- |
| 1897 | John J. McDermott                     | Estados Unidos                        | 2:55:10                               |
| 1898 | Ronald J. MacDonald                   | Canadá                                | 2:42:00                               |
| 1899 | Lawrence Brignolia                    | Estados Unidos                        | 2:54:38                               |
| 1900 | John Caffery                          | Canadá                                | 2:39:44                               |
| 1901 | John Caffery                          | Canadá                                | 2:29:23                               |
| 1902 | Sammy Mellor                          | Estados Unidos                        | 2:43:12                               |
| 1903 | John Lorden                           | Estados Unidos                        | 2:41:29                               |
| 1904 | Michael Spring                        | Estados Unidos                        | 2:38:04                               |
| 1905 | Frederick Lorz                        | Estados Unidos                        | 2:38:25                               |
| 1906 | Tim Ford                              | Estados Unidos                        | 2:45:45                               |
| 1907 | Thomas Longboat                       | Canadá                                | 2:24:24                               |
| 1908 | Thomas Morrissey                      | Estados Unidos                        | 2:25:43                               |
| 1909 | Henri Renaud                          | Estados Unidos                        | 2:53:36                               |
| 1910 | Fred Cameron                          | Canadá                                | 2:28:52                               |
| 1911 | Clarence DeMar                        | Estados Unidos                        | 2:21:39                               |
| 1912 | Michael Ryan                          | Estados Unidos                        | 2:21:18                               |
| 1913 | Fritz Carlson                         | Estados Unidos                        | 2:25:14                               |
| 1914 | James Duffy                           | Canadá                                | 2:25:14                               |
| 1915 | Edouard Fabre                         | Canadá                                | 2:31:41                               |
| 1916 | Arthur Roth                           | Estados Unidos                        | 2:27:16                               |
| 1917 | Bill Kennedy                          | Estados Unidos                        | 2:28:37                               |
| 1918 | Military Relay                        | Estados Unidos                        | 2:29:53                               |
| 1919 | Carl Linder                           | Estados Unidos                        | 2:29:13                               |
| 1920 | Peter Trivoulides                     | Estados Unidos                        | 2:29:31                               |
| 1921 | Frank Zuna                            | Estados Unidos                        | 2:18:57                               |
| 1922 | Clarence DeMar                        | Estados Unidos                        | 2:18:10                               |
| 1923 | Clarence DeMar                        | Estados Unidos                        | 2:23:47                               |
| 1924 | Clarence DeMar                        | Estados Unidos                        | 2:29:40                               |
| 1925 | Charles Mellor                        | Estados Unidos                        | 2:33:00                               |
| 1926 | John C. Miles                         | Canadá                                | 2:25:40                               |
| 1927 | Clarence DeMar                        | Estados Unidos                        | 2:40:22                               |
| 1928 | Clarence DeMar                        | Estados Unidos                        | 2:37:07                               |
| 1929 | John C. Miles                         | Canadá                                | 2:33:08                               |
| 1930 | Clarence DeMar                        | Estados Unidos                        | 2:34:48                               |
| 1931 | James P. Henigan                      | Estados Unidos                        | 2:46:45                               |
| 1932 | Paul DeBruyn                          | Alemania                              | 2:33:36                               |
| 1933 | Leslie S. Pawson                      | Estados Unidos                        | 2:31:01                               |
| 1934 | Dave Komonen                          | Canadá                                | 2:32:53                               |
| 1935 | John A. Kelley                        | Estados Unidos                        | 2:32:07                               |
| 1936 | Ellison M. Brown                      | Estados Unidos                        | 2:33:40                               |
| 1937 | Walter Young                          | Canadá                                | 2:33:20                               |
| 1938 | Leslie S. Pawson                      | Estados Unidos                        | 2:35:34                               |
| 1939 | Ellison M. Brown                      | Estados Unidos                        | 2:28:51                               |
| 1940 | Gérard Côté                           | Canadá                                | 2:28:28                               |
| 1941 | Leslie S. Pawson                      | Estados Unidos                        | 2:30:38                               |
| 1942 | Joe Smith                             | Estados Unidos                        | 2:26:51                               |
| 1943 | Gérard Côté                           | Canadá                                | 2:28:25                               |
| 1944 | Gérard Côté                           | Canadá                                | 2:31:50                               |
| 1945 | John A. Kelley                        | Estados Unidos                        | 2:30:40                               |
| 1946 | Stylianos Kyriakides                  | Grecia                                | 2:29:27                               |
| 1947 | Yun Bok Suh                           | Corea del Sur                         | 2:25:39                               |
| 1948 | Gérard Côté                           | Canadá                                | 2:31:02                               |
| 1949 | Karl Leandersson                      | Suecia                                | 2:31:50                               |
| 1950 | Kee Yong Ham                          | Corea del Sur                         | 2:32:39                               |
| 1951 | Shigeki Tanaka                        | Japón                                 | 2:27:45                               |
| 1952 | Mateo Flores                          | Guatemala                             | 2:31:53                               |
| 1953 | Keizo Yamada                          | Japón                                 | 2:18:51                               |
| 1954 | Veikko Karvonen                       | Finlandia                             | 2:20:39                               |
| 1955 | Hideo Hamamura                        | Japón                                 | 2:18:22                               |
| 1956 | Antti Viskari                         | Finlandia                             | 2:14:14                               |
| 1957 | John J. Kelley                        | Estados Unidos                        | 2:20:05                               |
| 1958 | Franjo Mihalić                        | Yugoslavia                            | 2:25:54                               |
| 1959 | Eino Oksanen                          | Finlandia                             | 2:22:42                               |
| 1960 | Paavo Kotila                          | Finlandia                             | 2:20:54                               |
| 1961 | Eino Oksanen                          | Finlandia                             | 2:23:39                               |
| 1962 | Eino Oksanen                          | Finlandia                             | 2:23:48                               |
| 1963 | Aurele Vandendriessche                | Bélgica                               | 2:18:58                               |
| 1964 | Aurele Vandendriessche                | Bélgica                               | 2:19:59                               |
| 1965 | Morio Shigematsu                      | Japón                                 | 2:16:33                               |
| 1966 | Kenji Kimihara                        | Japón                                 | 2:17:11                               |
| 1967 | David McKenzie                        | Nueva Zelanda                         | 2:15:45                               |
| 1968 | Amby Burfoot                          | Estados Unidos                        | 2:22:17                               |
| 1969 | Yoshiaki Unetani                      | Japón                                 | 2:13:49                               |
| 1970 | Ron Hill Great                        | Reino Unido                           | 2:10:30                               |
| 1971 | Álvaro Enrique Mejía Flórez           | Colombia                              | 2:18:45                               |
| 1972 | Olavi Suomalainen                     | Finlandia                             | 2:15:39                               |
| 1973 | Jon Anderson                          | Estados Unidos                        | 2:16:03                               |
| 1974 | Neil Cusack                           | Irlanda                               | 2:13:39                               |
| 1975 | Bill Rodgers                          | Estados Unidos                        | 2:09:55                               |
| 1976 | Jack Fultz                            | Estados Unidos                        | 2:20:19                               |
| 1977 | Jerome Drayton                        | Canadá                                | 2:14:46                               |
| 1978 | Bill Rodgers                          | Estados Unidos                        | 2:10:13                               |
| 1979 | Bill Rodgers                          | Estados Unidos                        | 2:09:27                               |
| 1980 | Bill Rodgers                          | Estados Unidos                        | 2:12:11                               |
| 1981 | Toshihiko Seko                        | Japón                                 | 2:09:26                               |
| 1982 | Alberto Salazar                       | Estados Unidos                        | 2:08:52                               |
| 1983 | Greg Meyer                            | Estados Unidos                        | 2:09:00                               |
| 1984 | Geoff Smith                           | Reino Unido                           | 2:10:34                               |
| 1985 | Geoff Smith                           | Reino Unido                           | 2:14:05                               |
| 1986 | Robert de Castella                    | Australia                             | 2:07:51                               |
| 1987 | Toshihiko Seko                        | Japón                                 | 2:11:50                               |
| 1988 | Ibrahim Hussein                       | Kenia                                 | 2:08:43                               |
| 1989 | Abebe Mekonnen                        | Etiopía                               | 2:09:06                               |
| 1990 | Gelindo Bordin                        | Italia                                | 2:08:19                               |
| 1991 | Ibrahim Hussein                       | Kenia                                 | 2:11:06                               |
| 1992 | Ibrahim Hussein                       | Kenia                                 | 2:08:14                               |
| 1993 | Cosmas Ndeti                          | Kenia                                 | 2:09:33                               |
| 1994 | Cosmas Ndeti                          | Kenia                                 | 2:07:15                               |
| 1995 | Cosmas Ndeti                          | Kenia                                 | 2:09:22                               |
| 1996 | Moses Tanui                           | Kenia                                 | 2:09:15                               |
| 1997 | Lameck Aguta                          | Kenia                                 | 2:10:34                               |
| 1998 | Moses Tanui                           | Kenia                                 | 2:07:34                               |
| 1999 | Joseph Chebet                         | Kenia                                 | 2:09:52                               |
| 2000 | Elijah Lagat                          | Kenia                                 | 2:09:47                               |
| 2001 | Lee Bong-Ju                           | Corea del Sur                         | 2:09:43                               |
| 2002 | Rodgers Rop                           | Kenia                                 | 2:09:02                               |
| 2003 | Robert Kipkoech Cheruiyot             | Kenia                                 | 2:10:11                               |
| 2004 | Timothy Cherigat                      | Kenia                                 | 2:10:37                               |
| 2005 | Hailu Negussie                        | Etiopía                               | 2:11:44                               |
| 2006 | Robert Kipkoech Cheruiyot             | Kenia                                 | 2:07:14                               |
| 2007 | Robert Kipkoech Cheruiyot             | Kenia                                 | 2:14:13                               |
| 2008 | Robert Kipkoech Cheruiyot             | Kenia                                 | 2:07:46                               |
| 2009 | Deriba Merga                          | Etiopía                               | 2:08:42                               |
| 2010 | Robert Kiprono Cheruiyot              | Kenia                                 | 2:05:52                               |
| 2011 | Geoffrey Mutai                        | Kenia                                 | 2:03:02                               |
| 2012 | Wesley Korir                          | Kenia                                 | 2:12:40                               |
| 2013 | Lelisa Desisa                         | Etiopía                               | 2:10:22                               |
| 2014 | Meb Keflezighi                        | Estados Unidos                        | 2:08:37                               |
| 2015 | Lelisa Desisa                         | Etiopía                               | 2:09:17                               |
| 2016 | Lemi Berhanu Hayle                    | Etiopía                               | 2:12:44                               |
| 2017 | Geoffrey Kirhui                       | Etiopía                               | 2:09:37                               |
| 2018 | Yuki Kawauchi                         | Japón                                 | 2:15:58                               |
| 2019 | Lawrence Cherono                      | Kenia                                 | 2:07:57                               |
| 2020 | Cancelada por la pandemia de COVID-19 | Cancelada por la pandemia de COVID-19 | Cancelada por la pandemia de COVID-19 |
| 2021 | Benson Kipruto                        | Kenia                                 | 2:09:51                               |
| 2022 | Evans Chebet                          | Kenia                                 | 2:06:51                               |
| 2023 | Evans Chebet                          | Kenia                                 | 2:05:54                               |
| 2024 | Sisay Lemma                           | Etiopía                               | 2:06:17                               |

## Palmarés femenino
Récord de la prueba
| Año  | Ganadora                              | Nacionalidad                          | Registro                              |
| ---- | ------------------------------------- | ------------------------------------- | ------------------------------------- |
| 1966 | Roberta Gibb                          | Estados Unidos                        | 3:21:40                               |
| 1967 | Roberta Gibb                          | Estados Unidos                        | 3:27:17                               |
| 1968 | Roberta Gibb                          | Estados Unidos                        | 3:30:00                               |
| 1969 | Sara Mae Berman                       | Estados Unidos                        | 3:22:46                               |
| 1970 | Sara Mae Berman                       | Estados Unidos                        | 3:05:07                               |
| 1971 | Sara Mae Berman                       | Estados Unidos                        | 3:08:30                               |
| 1972 | Nina Kuscsik                          | Estados Unidos                        | 3:10:26                               |
| 1973 | Jacqueline Hansen                     | Estados Unidos                        | 3:05:59                               |
| 1974 | Michiko Gorman                        | Estados Unidos                        | 2:47:11                               |
| 1975 | Liane Winter                          | Alemania Occidental                   | 2:42:24                               |
| 1976 | Kim Merritt                           | Estados Unidos                        | 2:47:10                               |
| 1977 | Michiko Gorman                        | Estados Unidos                        | 2:48:33                               |
| 1978 | Gayle S. Barron                       | Estados Unidos                        | 2:44:52                               |
| 1979 | Joan Benoit                           | Estados Unidos                        | 2:35:15                               |
| 1980 | Jacqueline Gareau                     | Canadá                                | 2:34:28                               |
| 1981 | Allison Roe                           | Nueva Zelanda                         | 2:26:46                               |
| 1982 | Charlotte Teske                       | Alemania Occidental                   | 2:29:33                               |
| 1983 | Joan Benoit                           | Estados Unidos                        | 2:22:43                               |
| 1984 | Lorraine Moller                       | Nueva Zelanda                         | 2:29.28                               |
| 1985 | Lisa Larsen Weidenbach                | Estados Unidos                        | 2:34.06                               |
| 1986 | Ingrid Kristiansen                    | Noruega                               | 2:24:55                               |
| 1987 | Rosa Mota                             | Portugal                              | 2:25:21                               |
| 1988 | Rosa Mota                             | Portugal                              | 2:24:30                               |
| 1989 | Ingrid Kristiansen                    | Noruega                               | 2:24:33                               |
| 1990 | Rosa Mota                             | Portugal                              | 2:25:24                               |
| 1991 | Wanda Panfil                          | Polonia                               | 2:24:18                               |
| 1992 | Olga Markova                          | Rusia                                 | 2:23:43                               |
| 1993 | Olga Markova                          | Rusia                                 | 2:25:27                               |
| 1994 | Uta Pippig                            | Alemania                              | 2:21:45                               |
| 1995 | Uta Pippig                            | Alemania                              | 2:25:11                               |
| 1996 | Uta Pippig                            | Alemania                              | 2:27:12                               |
| 1997 | Fatuma Roba                           | Etiopía                               | 2:26:23                               |
| 1998 | Fatuma Roba                           | Etiopía                               | 2:23:21                               |
| 1999 | Fatuma Roba                           | Etiopía                               | 2:23:25                               |
| 2000 | Catherine Ndereba                     | Kenia                                 | 2:26:11                               |
| 2001 | Catherine Ndereba                     | Kenia                                 | 2:23:53                               |
| 2002 | Margaret Okayo                        | Kenia                                 | 2:20:43                               |
| 2003 | Svetlana Zakharova                    | Rusia                                 | 2:25:19                               |
| 2004 | Catherine Ndereba                     | Kenia                                 | 2:24:27                               |
| 2005 | Catherine Ndereba                     | Kenia                                 | 2:25:12                               |
| 2006 | Rita Jeptoo                           | Kenia                                 | 2:23:38                               |
| 2007 | Lidiya Grigoryeva                     | Rusia                                 | 2:29:18                               |
| 2008 | Dire Tune                             | Etiopía                               | 2:25:25                               |
| 2009 | Salina Kosgei                         | Kenia                                 | 2:32:16                               |
| 2010 | Teyba Erkesso                         | Etiopía                               | 2:26:11                               |
| 2011 | Caroline Cheptanui Kilel              | Kenia                                 | 2:22:36                               |
| 2012 | Sharon Cherop                         | Kenia                                 | 2:31:50                               |
| 2013 | Rita Jeptoo                           | Kenia                                 | 2:26:25                               |
| 2014 | Rita Jeptoo                           | Kenia                                 | 2:18:57                               |
| 2015 | Caroline Rotich                       | Kenia                                 | 2:24:55                               |
| 2016 | Atsede Baysa                          | Etiopía                               | 2:29:18                               |
| 2017 | Edna Kiplagat                         | Kenia                                 | 2:21:18                               |
| 2018 | Desi Linden                           | Estados Unidos                        | 2:39:54                               |
| 2019 | Worknesh Degefa                       | Etiopía                               | 2:23:31                               |
| 2020 | Cancelada por la pandemia de COVID-19 | Cancelada por la pandemia de COVID-19 | Cancelada por la pandemia de COVID-19 |
| 2021 | Diana Kipyogei                        | Kenia                                 | 2:24:45                               |
| 2022 | Peres Jepchirchir                     | Kenia                                 | 2:21:02                               |
| 2023 | Hellen Obiri                          | Kenia                                 | 2:21:38                               |
| 2024 | Edna Kiplagat                         | Kenia                                 | 2:22:37                               |

## Victorias por nacionalidad
| País           | Hombres | Mujeres | Total |
| -------------- | ------- | ------- | ----- |
| Estados Unidos | 45      | 16      | 61    |
| Kenia          | 25      | 14      | 39    |
| Canadá         | 16      | 1       | 17    |
| Etiopía        | 7       | 8       | 15    |
| Japón          | 9       | -       | 9     |
| Finlandia      | 7       | -       | 7     |
| Alemania       | 1       | 5       | 6     |
| Rusia          | -       | 4       | 4     |
| Nueva Zelanda  | 1       | 2       | 3     |
| Portugal       | -       | 3       | 3     |
| Corea del Sur  | 3       | -       | 3     |
| Reino Unido    | 3       | -       | 3     |
| Bélgica        | 2       | -       | 2     |
| Noruega        | -       | 2       | 2     |
| Grecia         | 1       | -       | 1     |
| Colombia       | 1       | -       | 1     |
| Guatemala      | 1       | -       | 1     |
| Irlanda        | 1       | -       | 1     |
| Italia         | 1       | -       | 1     |
| Suecia         | 1       | -       | 1     |
| Yugoslavia     | 1       | -       | 1     |
| Australia      | 1       | -       | 1     |
| Polonia        | -       | 1       | 1     |

## Palmarés enCarrera en silla de ruedas

### Hombres
| Año  | Vencedor          | País           | Registro | Nota                      |
| ---- | ----------------- | -------------- | -------- | ------------------------- |
| 1975 | Robert Hall       | Estados Unidos | 2:58:00  |                           |
| 1976 | no se disputó     |                |          |                           |
| 1977 | Robert Hall       | Estados Unidos | 2:40:10  | 2a victoria               |
| 1978 | George Murray     | Estados Unidos | 2:26:57  |                           |
| 1979 | Ken Archer        | Estados Unidos | 2:38:59  |                           |
| 1980 | Curt Brinkman     | Estados Unidos | 1:55:00  |                           |
| 1981 | Jim Martinson     | Estados Unidos | 2:00:41  |                           |
| 1982 | Jim Knaub         | Estados Unidos | 1:51:31  |                           |
| 1983 | Jim Knaub         | Estados Unidos | 1:47:10  | 2a victoria               |
| 1984 | André Viger       | Canadá         | 2:05:20  |                           |
| 1985 | George Murray     | Estados Unidos | 1:45:34  | 2a victoria               |
| 1986 | André Viger       | Canadá         | 1:43:25  | 2a victoria               |
| 1987 | André Viger       | Canadá         | 1:55:42  | 3a victoria               |
| 1988 | Mustapha Badid    | Francia        | 1:43:19  |                           |
| 1989 | Philippe Couprie  | Francia        | 1:36:04  |                           |
| 1990 | Mustapha Badid    | Francia        | 1:29:53  | 2a victoria               |
| 1991 | Jim Knaub         | Estados Unidos | 1:30:44  | 3a victoria               |
| 1992 | Jim Knaub         | Estados Unidos | 1:26:28  | 4a victoria               |
| 1993 | Jim Knaub         | Estados Unidos | 1:22:17  | 5a victoria               |
| 1994 | Heinz Frei        | Suiza          | 1:21:23  |                           |
| 1995 | Franz Nietlispach | Suiza          | 1:25:59  |                           |
| 1996 | Heinz Frei        | Suiza          | 1:30:14  | 2a victoria               |
| 1997 | Franz Nietlispach | Suiza          | 1:28:14  | 2a victoria               |
| 1998 | Franz Nietlispach | Suiza          | 1:21:52  | 3a victoria               |
| 1999 | Franz Nietlispach | Suiza          | 1:21:36  | 4a victoria               |
| 2000 | Franz Nietlispach | Suiza          | 1:33:32  | 5a victoria               |
| 2001 | Ernst van Dyk     | Sudáfrica      | 1:25:12  |                           |
| 2002 | Ernst van Dyk     | Sudáfrica      | 1:23:19  | 2a victoria               |
| 2003 | Ernst van Dyk     | Sudáfrica      | 1:28:32  | 3a victoria               |
| 2004 | Ernst van Dyk     | Sudáfrica      | 1:18:27  | 4a victoria               |
| 2005 | Ernst van Dyk     | Sudáfrica      | 1:24:11  | 5a victoria               |
| 2006 | Ernst van Dyk     | Sudáfrica      | 1:25:29  | 6a victoria               |
| 2007 | Masazumi Soejima  | Japón          | 1:29:16  |                           |
| 2008 | Ernst van Dyk     | Sudáfrica      | 1:26:49  | 7a victoria               |
| 2009 | Ernst van Dyk     | Sudáfrica      | 1:33:29  | 8a victoria               |
| 2010 | Ernst van Dyk     | Sudáfrica      | 1:26:53  | 9a victoria               |
| 2011 | Masazumi Soejima  | Japón          | 1:18:50  | 2a victoria               |
| 2012 | Joshua Cassidy    | Canadá         | 1:18:25  |                           |
| 2013 | Hiroyuki Yamamoto | Japón          | 1:25:33  |                           |
| 2014 | Ernst van Dyk     | Sudáfrica      | 1:20:36  | 10ª victoria              |
| 2015 | Marcel Hug        | Suiza          | 1:29:53  |                           |
| 2016 | Marcel Hug        | Suiza          | 1:24:01  | 2ª victoria               |
| 2017 | Marcel Hug        | Suiza          | 1:18:03  | 3ª victoria               |
| 2018 | Marcel Hug        | Suiza          | 1:46:26  | 4ª victoria               |
| 2019 | Daniel Romanchuk  | Estados Unidos | 1:21:36  |                           |
| 2021 | Marcel Hug        | Suiza          | 1:18:11  | 5ª victoria               |
| 2022 | Daniel Romanchuk  | Estados Unidos | 1:26:58  | 2ª victoria               |
| 2023 | Marcel Hug        | Suiza          | 1:17:06  | 6ª victoria               |
| 2024 | Marcel Hug        | Suiza          | 1:15:35  | tiempo récord 7ª victoria |

### Mujeres
| Año  | Vencedor              | País           | Registro | Nota        |
| ---- | --------------------- | -------------- | -------- | ----------- |
| 1977 | Sharon Rahn           | Estados Unidos | 3:48:51  |             |
| 1978 | Susan Shapiro         | Estados Unidos | 3:52:35  |             |
| 1979 | Sheryl Bair           | Estados Unidos | 3:27:56  |             |
| 1980 | Sharon Limpert        | Estados Unidos | 2:49:04  |             |
| 1981 | Candace Cable-Brookes | Estados Unidos | 2:38:41  |             |
| 1982 | Candace Cable-Brookes | Estados Unidos | 2:12:43  | 2a victoria |
| 1983 | Sherry Ramsey         | Estados Unidos | 2:27:07  |             |
| 1984 | Sherry Ramsey         | Estados Unidos | 2:56:51  | 2a victoria |
| 1985 | Candace Cable-Brookes | Estados Unidos | 2:05:26  | 3a victoria |
| 1986 | Candace Cable-Brookes | Estados Unidos | 2:09:28  | 4a victoria |
| 1987 | Candace Cable-Brookes | Estados Unidos | 2:19:55  | 5a victoria |
| 1988 | Candace Cable-Brookes | Estados Unidos | 2:10:44  | 6a victoria |
| 1989 | Connie Hansen         | Dinamarca      | 1:50:06  |             |
| 1990 | Jean Driscoll         | Estados Unidos | 1:43:17  |             |
| 1991 | Jean Driscoll         | Estados Unidos | 1:42:42  | 2a victoria |
| 1992 | Jean Driscoll         | Estados Unidos | 1:36:52  | 3a victoria |
| 1993 | Jean Driscoll         | Estados Unidos | 1:34:50  | 4a victoria |
| 1994 | Jean Driscoll         | Estados Unidos | 1:34:22  | 5a victoria |
| 1995 | Jean Driscoll         | Estados Unidos | 1:40:42  | 6a victoria |
| 1996 | Jean Driscoll         | Estados Unidos | 1:52:56  | 7a victoria |
| 1997 | Louise Sauvage        | Australia      | 1:54:28  |             |
| 1998 | Louise Sauvage        | Australia      | 1:41:19  | 2a victoria |
| 1999 | Louise Sauvage        | Australia      | 1:42:23  | 3a victoria |
| 2000 | Jean Driscoll         | Estados Unidos | 2:00:52  | 8a victoria |
| 2001 | Louise Sauvage        | Australia      | 1:53:54  | 4a victoria |
| 2002 | Edith Hunkeler        | Suiza          | 1:45:57  |             |
| 2003 | Christina Ripp        | Estados Unidos | 1:54:47  |             |
| 2004 | Cheri Blauwet         | Estados Unidos | 1:39:53  |             |
| 2005 | Cheri Blauwet         | Estados Unidos | 1:47:45  | 2ª victoria |
| 2006 | Edith Hunkeler        | Suiza          | 1:43:42  | 2ª victoria |
| 2007 | Wakako Tsuchida       | Japón          | 1:53:30  |             |
| 2008 | Wakako Tsuchida       | Japón          | 1:48:32  | 2ª victoria |
| 2009 | Wakako Tsuchida       | Japón          | 1:54:37  | 3ª victoria |
| 2010 | Wakako Tsuchida       | Japón          | 1:43:32  | 4ª victoria |
| 2011 | Wakako Tsuchida       | Japón          | 1:34:06  | 5ª victoria |
| 2012 | Shirley Reilly        | Estados Unidos | 1:37:36  |             |
| 2013 | Tatyana McFadden      | Estados Unidos | 1:45:25  |             |
| 2014 | Tatyana McFadden      | Estados Unidos | 1:35:06  | 2ª victoria |
| 2015 | Tatyana McFadden      | Estados Unidos | 1:52:54  | 3ª victoria |
| 2016 | Tatyana McFadden      | Estados Unidos | 1:42:16  | 4ª victoria |
| 2017 | Manuela Schär         | Suiza          | 1:28:17  |             |
| 2018 | Tatyana McFadden      | Estados Unidos | 2:04:39  | 5ª victoria |
| 2019 | Manuela Schär         | Suiza          | 1:34:19  | 2ª victoria |
| 2021 | Manuela Schär         | Suiza          | 1:35:21  | 3ª victoria |
| 2022 | Manuela Schär         | Suiza          | 1:41:08  | 4ª victoria |
| 2023 | Susannah Scaroni      | Estados Unidos | 1:41:45  |             |
| 2024 | Eden Rainbow-Cooper   | Reino Unido    | 1:35:11  |             |